# Notocolossus gonzalezparejasi
Notocolossus gonzalezparejasi és un dinosaure herbívor sauròpode, pertanyent al clade dels titanosauria, que va viure durant el Cretaci tardà a la zona de l'actual Argentina.
L'holotip d'aquest dinosaure fou descobert pel paleontòleg Bernardo Javier González-Riga a Cerro Guillermo, Malargüe, al sud de la província de Mendoza.
És un dels majors dinosaures coneguts; la seva grandària estimada ha estat reconstruïda a partir d'un húmer d'1,76 de longitud, i els ossos de l'esquena, cua, extremitats anteriors, pelvis, un turmell complet i el peu. La seva peülla mostra un metatars compacte i homogeni, que es creu que estava adaptat per a suportar el seu extraordinari pes. També presenta unguials truncats, característiques desconegudes en un sauròpode.
S'estima que feia entre 25 i 28 metres de llarg i pesava més de 60.000 kg, tant com 13 elefants.